# Tamilsk Eelam
Tamilsk Eelam (på tamilsk: தமிழ் ஈழம், tamiḻ īḻam) er det navn, tamilerne har givet til den uafhængige stat, som de håber på at få oprettet i de nordlige og østlige dele af øen Sri Lanka. Ilaṅkai (இலங்கை) og Īḻam (ஈழம்) er begge tamilske navne for hele øen.
Tamilsk Eelam anerkendes kun som uafhængig stat af LTTE (De Tamilske Tigre). LTTE kontrollerer 40-50% af det område, som der gøres fordring på som Tamil Eelam. Området omfatter det hele af distrikterne Kilinochchi og Mullaiththeevu, det meste af Mannar, Batticaloa og Vavuniya samt dele af Trincomalee og Amparai.
Området mod nord og øst, der kontrolleres af De Tamilske Tigre, styres som en de facto kvasi-uafhængig stat med eget retssystem,sundhedssytem, politistyrke, hær, søværn, luftværn, efterretningstjeneste, tv-station, radio station og endda en centralbank. Ingen af disse institutioner er dog formelt anerkendt af Sri Lankas regering. Det tamilske styre er afhængigt af elektricitet og varer fra det regeringskontrollerede område ved hovedvejen A9. Styret har ikke egen valuta, men anvender den srilankanske rupee. LTTE har ofte beskyldt Sri Lankas regering for at blokere tilførslen af basale varer med nød blandt civile som følge. Tamil Eelam har ikke sin egen lufthavn, og udenlandske besøgende er nødt til at rejse via Colombos lufthavn.

## Det centrale spørgsmål
Eelam som egentlig selvstændig stat er det centrale spørgsmål i den srilankanske konflikt, der har strakt sig over mere en to årtier. Det blev først bragt på bane af Tamilsk Forenet Frihedsfront (TULF) i 1976. TULF var en koalition af tamilske partier, der førte fælles valgkamp op til valget i 1977 baseret på kravet om en uafhængig tamilsk stat på Sri Lanka. TULF fik 18 personer valgt ind i parlamentet på stemmer fra de nordlige og østlige provinser. Udsigten til separatistiske tendenser fik regeringen til at tilføje en ny klausul til forfatningen i 1978, som krævede, at alle parlamentsmedlemmer sværgede troskab til den samlede stat, hvilket fik TULF-medlemmerne til at boykotte parlamentsarbejdet. I kølvandet på dette dukkede en række militante grupper frem for at kæmpe for en uafhængig stat.
TULF og de militante grupper har brugt Tamil Eelam til at referere til de nordøstlige dele af Sri Lanka (først og fremmest distikterne Jaffna, Kilinochchi, Mullativu, Mannar, Puttalam, Trincomalee, Vavuniya, Batticaloa og Amparai) som det traditionelt tamilske hjemland. Nogle af de meget tidlige militante grupper som EPRLF har dog anvendt Eelam til også at omfatte dele af Sri Lanka med tamilsk flertal, herunder dele, der generelt opfattes som centralt sinhalesisk område. I praksis er det dog kun Tamil Eelam, der kræves uafhængighed for.
I tidsrummet fra 1948 til 2002 har der været omkring 38 militante grupperinger, der på et eller andet tidspunkt har kæmpet for Tamilsk Eelams uafhængighed. Dette tal omfatter de bedst kendte grupper som LTTE – Liberations Tigers Of Tamil Eelam, TELO – Tamil Eelams Frigørelsesorganisation, EPRLF – Eelam Folkets Revolutionære Frigørelsesfront, PLOTE – Folkets Frigørelsesorganisation for Tamil Eelam, EROS – Eelams Revolutionære Studenterorganisation, foruden mindre kendte grupper som TEA – Tamil Eelams Hær, FTA – Frihedens Tamilske Hær og SRSL – Socialistisk Revolutionær Social Frigørelse.